# Koniecpol

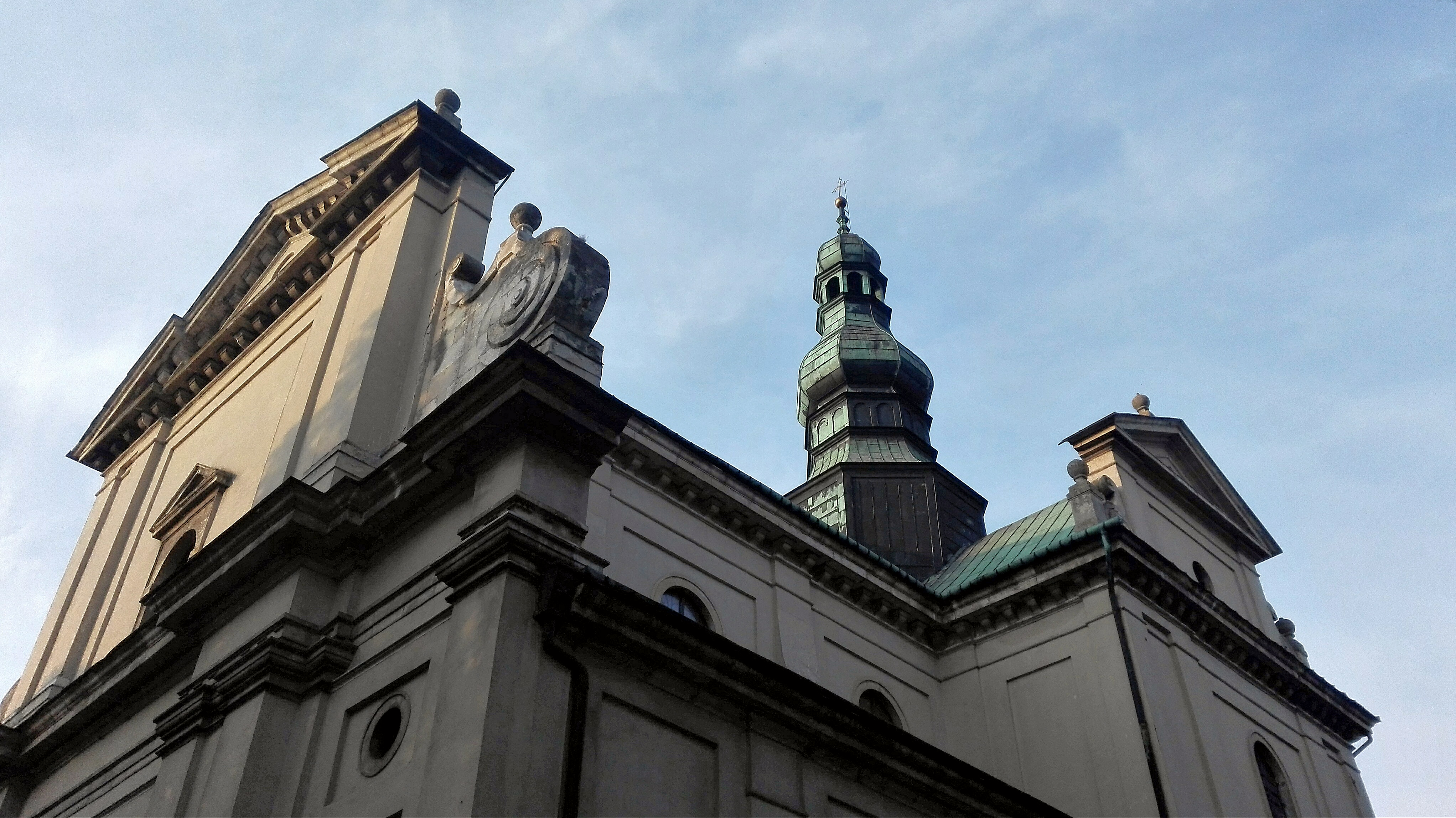
Kościół pw. św. Trójcy

Koniecpol – miasto w Polsce, w województwie śląskim, w powiecie częstochowskim, siedziba władz gminy miejsko-wiejskiej Koniecpol, nad rzeką Pilicą.
Według danych z 31 grudnia 2023 roku miasto miało 5355 mieszkańców (dane z GUS).
Większość Koniecpola leży w historycznej ziemi sieradzkiej i pomimo że reforma w 1999 roku włączyła miasto w granice województwa śląskiego, Koniecpol nie jest częścią Śląska, a właśnie ziemi sieradzkiej. Chrząstów, czyli dzisiejsza dzielnica Koniecpola po drugiej stronie rzeki Pilicy (a dawniej osobna miejscowość), leży w historycznej i kulturowej Małopolsce. Uzyskał lokację miejską 29 grudnia 1443 roku, zdegradowany w 1870 roku, ponowne nadanie praw miejskich w 1927 roku.

## Demografia
Piramida wieku mieszkańców Koniecpola w 2014 r.

## Geneza nazwy
Nazwa Koniecpol należy do grupy miast topograficznych, czyli odnoszących się do ukształtowania terenu. Pierwotna nazwa brzmiała Nowopole. Z Koniecpola pochodzili Koniecpolscy, znany ród herbu Pobóg. Jan Koniecpolski był kanclerzem Władysława Jagiełły i otrzymał dla tej miejscowości prawa miejskie w 1443 r. Stanisław Koniecpolski (1591-1646), kasztelan krakowski i hetman wielki koronny, wybudował tu w 1642 r. cenny architektonicznie kościół. W 1443 r. obok Koniecpola powstało miasto Nowopole. W dzisiejszej nazwie miasta obserwujemy zanik wygłosowego -e.

## Historia

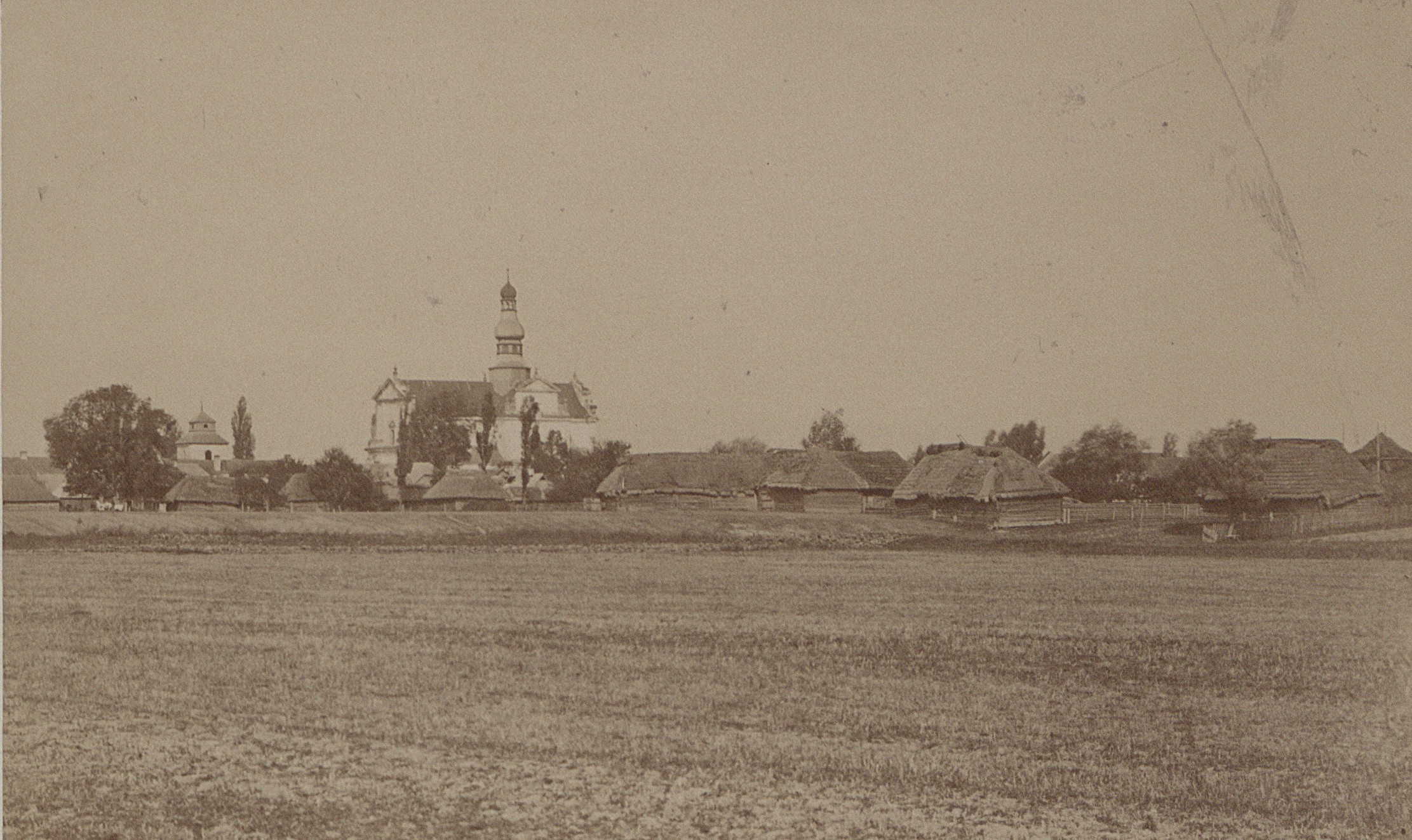
Koniecpol od zachodu (1875)

### Do 1795
29 grudnia 1443 w Budzie król Polski Władysław Warneńczyk, na prośbę Przedbora z Koniecpola wydał akt lokacyjny dla osady Koniecpol. Dokument ten nadawał miastu prawo niemieckie w odmianie średzkiej, a jego licznych mieszkańców obdarzał wieloma przywilejami. Koniecpol (prywatne miasto szlacheckie Nowopole) od utworzenia do rozbiorów Polski w XVIII wieku znajdował się w powiecie radomszczańskim województwa sieradzkiego.
Na przestrzeni wieków dobra koniecpolskie pozostawały w rękach rodu Koniecpolskich. Miasto mogło rozwijać się pod względem gospodarczym i społecznym dzięki przywilejom nadawanym przez kolejnych królów Polski, które powodowały rozwój handlu oraz napływ nowej ludności. Okres wysokiego dobrobytu Koniecpola to XVI w. Liczne przywileje uzyskali w tym czasie dla miasta bracia Mikołaj i Stanisław Przedborowie, dziedzice Koniecpola. Dokument z 11 lutego 1557 nadawał ludności miasta pewne prawa i swobody obywatelskie, narzucając zarazem obowiązki względem dziedzica. Widoczny jest rozwój handlu i rzemiosła, a także przemysłu metalurgicznego. W 1559 Koniecpol otrzymał od Zygmunta Augusta przywilej zezwalający na pobór mostowego oraz potwierdzający prawo do organizowania w Koniecpolu jarmarków. Po 1559 prawdopodobnie założono w Koniecpolu bractwa kupieckie, co spowodowało rozwój handlu zbożem. Przywileje wydane przez Zygmunta Augusta zostały potwierdzone w 1600 przez króla Zygmunta III Wazę.
Około 1610 następny właściciel Koniecpola – hetman Stanisław Koniecpolski ustanowił cechy: kowalski, stolarski, szewski, krawiecki, rzeźnicki oraz konwisarski, sukienniczy i kotlarski. Dzięki niemu w XVII w. funkcjonowała prawdopodobnie w Koniecpolu kolonia akademicka, która miała być podporządkowana Akademii Krakowskiej. Za sprawą hetmana, który chciał doprowadzić do szybkiego rozwoju miasta, w Koniecpolu pojawili się Żydzi.
W 1619 podczas wesela Stanisława Koniecpolskiego z Krystyną Lubomirską hetman obiecał oddać kościół modrzewiowy z Koniecpola mężowi swojej kuzynki, podstolemu gostyńskiemu Mikołajowi Tarnowskiemu. W tym czasie powstały pierwsze fundacje dotyczące budowy nowej świątyni; wójt Koniecpola Melchior Job ufundował ołtarz boczny dla Bractwa Imienia Jezus, ołtarz różańcowy prawdopodobnie ów bractwo, a ołtarz główny obiecał sfinansować Koniecpolski. Plan budowy murowanego kościoła wstrzymała klęska Polaków w bitwie pod Cecorą z Turkami i dostanie się hetmana na trzy lata do niewoli. Po powrocie do kraju prace budowlane rozpoczęły się w 1633, a zakończyły się w 1640, a przez następne lata trwały prace wykończeniowe wewnątrz budynku. 20 czerwca 1644 odbyła się uroczystość konsekracji świątyni za sprawą arcybiskupa gnieźnieńskiego Macieja Łubieńskiego. Kościół istnieje do dziś i jest trzecim stojącym w tym miejscu. Poprzednia świątynia nie przeszkadzała w tworzeniu fundamentów; pozostała nienaruszona aż do wiosny 1635. Wówczas rozebrano go i przewieziono do Gomulina w powiecie piotrkowskim, gdzie służył aż do 1871.
Kolejne przywileje dla miasta zostały wystawione przez króla Jana Kazimierza. Zwalniały one Koniecpol od kwaterunku wojsk oraz od wszelkich powinności na rzecz władcy ze względu na zniszczenia dokonane w czasie wojny ze Szwedami. Podobnie postąpił następny król Jan III Sobieski w 1673, zwalniając ludność koniecpolską od wszelkich ciężarów i powinności z powodu zniszczeń wojennych.
21 listopada 1708 miała miejsce na terenie Koniecpola krwawa bitwa między stronnikami Leszczyńskiego pod wodzą Jana Potockiego – hetmana wielkiego koronnego – a obrońcami Augusta II pod dowództwem Jana Rybińskiego i Ludwika Pocieja.
Miasto podupadało w wyniku zniszczeń wojennych, epidemii pojawiających się w Koniecpolu co kilka lat oraz pożarów zwartej, drewnianej zabudowy rynku.
Kryzys jaki zarysował się w połowie XVII w. przyczynił się do upadku znaczenia Koniecpola, co spowodowało, że w XVIII w. spadł on do roli ośrodka administracyjnego rozległych dóbr ziemskich. Po bezpotomnej śmierci ostatniego z rodu Koniecpolskich – Jana Aleksandra, na mocy testamentu Koniecpol przeszedł w ręce krewnych, Aleksandra i Franciszka Walewskich. Bracia sprzedali go następnie za bezcen podstawionemu przez Jerzego Aleksandra Lubomirskiego – Aleksandrowi Walewskiemu. W rzeczywistości majątek przeszedł w ręce Lubomirskich. W 1754 dobra koniecpolskie nabył od Lubomirskego Michał Czapski – wojewoda malborski, a następnie w 1778 w posagu przeszły one w posiadanie rodziny Potockich (wynik ślubu Teresy Ludwiki, córki Michała Czapskiego i Aleksandra Potockiego, który odbył się 21 września 1778).
Ostatnim przywilejem królewskim dla miasta Koniecpola był dokument wydany w 1774 przez ostatniego króla Polski Stanisława Augusta, potwierdzający istnienie jarmarków w mieście.
I rozbiór Polski nie objął Koniecpola, jednak po drugim miasto znalazło się przejściowo w zaborze pruskim; wyjątek stanowił Chrząstów, który pozostał w granicach Rzeczypospolitej, dopiero po III rozbiorze trafił on również przejściowo pod zabór austriacki, a pozostała część miasta znajdująca się w Prusach została włączona do tzw. Prus Południowych. Granica pomiędzy państwami przebiegała na rzece Pilicy. Nie utrzymała się długo, gdyż tylko 12 lat.

### Lata 1795–1918
W 1807 Koniecpol znalazł się w granicach Księstwa Warszawskiego, a Chrząstów został do niego dołączony w 1809. W 1815 jednak ziemie te weszły w skład Królestwa Polskiego, jako część Imperium Rosyjskiego, w zaborze rosyjskim.
W 1827 został uruchomiony zakład hutniczy, w skład którego wchodziły hamernia i walcownia. Druga z nich początkowo ograniczała się do przetwarzania miedzi ze złomu nabytego od kotlarzy, a także produkcji prostego sprzętu gospodarczego, np. osi do wozów, obręczy, podków. Po uruchomieniu hamerni jednak rozpoczęto wytwarzanie przedmiotów użytkowych do gorzelni. W 1830 zaczęto budowę zaprojektowanego na wzór angielski pieca pudlarskiego, który został uruchomiony w 1833 r. Pudlingarnia koniecpolska była spółką prywatną. W skład spółki wchodzili: Michał Potocki – właściciel Koniecpola, Wojciech Krygier, Antoni Lipski, Jan Kubiczek de Waldorff oraz Wojciech Kubiczek de Waldorff. W kolejnych latach zakład rozrastał się i w latach 80. XIX wieku posiadał cztery piece pudlarskie, wygrzewalnię i młot kolbowy; produkcja była napędzana siłą wody. Przez lata zakłady hutnicze zmieniały właścicieli, jednak przez cały czas właścicielami lub współwłaścicielami byli Potoccy. W latach 50. XIX wieku kierownikiem zakładów był Wojciech Stępkowski.
W 1838 w pobliskim Chrząstowie podjęła produkcję cukrownia. Była ona jedną z pierwszych w ówczesnej guberni piotrkowskiej, a także jedną z pierwszych w kraju.
W okresie powstania styczniowego w 1863 Koniecpol i okolice były terenem licznych walk powstańczych. Walczyły tu oddziały Józefa Oksińskiego i Zygmunta Chmieleńskiego, a ludność miejscowa brała aktywny udział w walkach oraz udzielała pomocy rannym powstańcom, leczonym w koniecpolskim szpitalu.

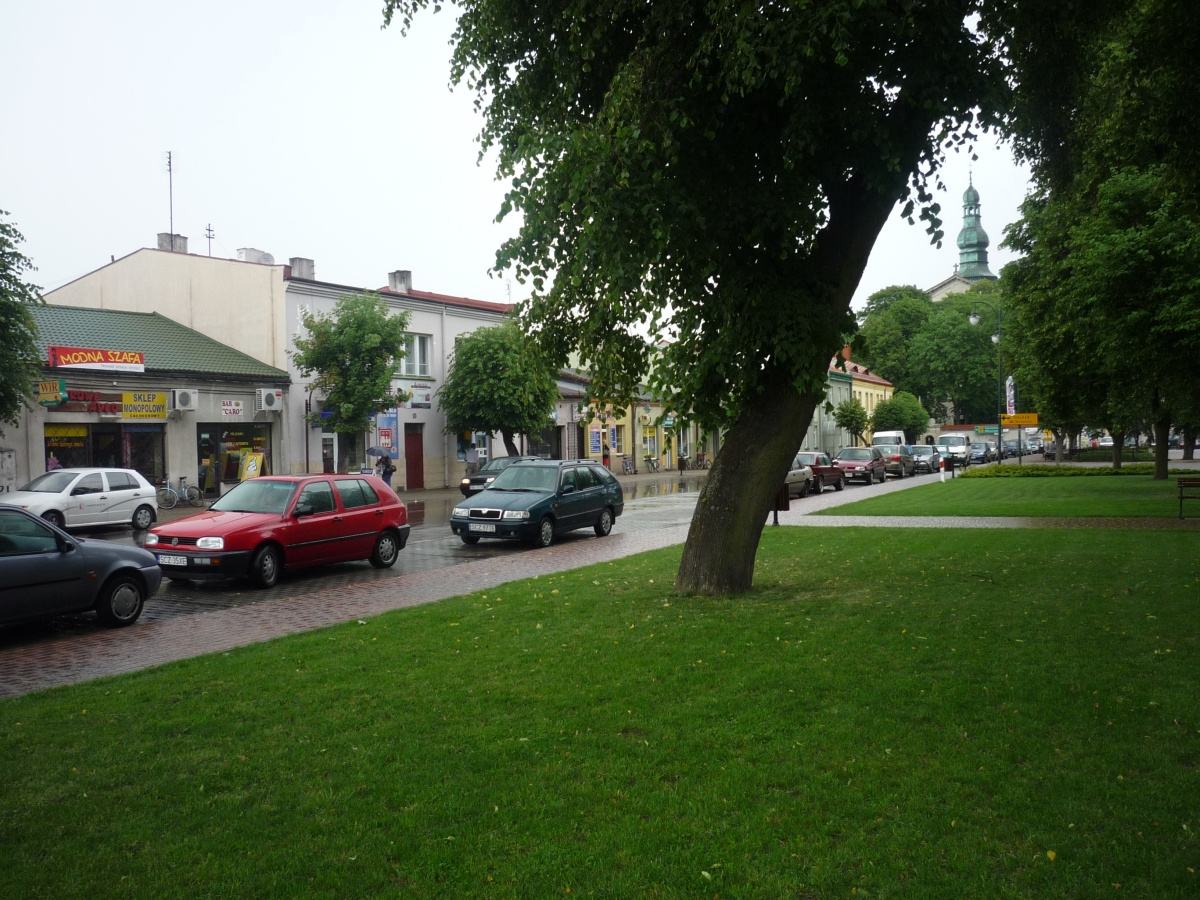
Dawny Rynek w Koniecpolu

25 maja 1863 oddział powstańczy kpt. Józefa Oksińskiego stoczył trzygodzinną bitwę z oddziałami rosyjskimi nad Pilicą w Koniecpolu. Poległo 18 powstańców, a 30 zostało rannych. Najciężej rannych hospitalizowano w miejscowym szpitalu, skąd zabrano ich do niewoli carskiej. W walkach zginęło pięciu mieszkańców Koniecpola.
W następnych miesiącach tego roku oddział powstańczy płk. Zygmunta Chmieleńskiego stoczył dwie duże bitwy oraz dwie potyczki w okolicy Koniecpola: 27 lipca na polu między Załężem i Rudnikami (zginęło 28 powstańców), 17 sierpnia i 24 października w Białej Wielkiej, 30 września pod Mełchowem. Rannych żołnierzy przywożono do szpitala w Koniecpolu, wielu z nich zmarło i zostało pochowanych na miejscowym cmentarzu.
W bitwie pod Mełchowem ranny został młody podoficer Adam Chmielowski późniejszy Brat Albert, założyciel dwóch zgromadzeń: „Braci Albertynów” i „Sióstr Albertynek”. Leczony był w szpitalu koniecpolskim przez dr. Władysława Florkiewicza. Po amputacji nogi i hospitalizacji Adam Chmielowski wyjechał z Koniecpola.

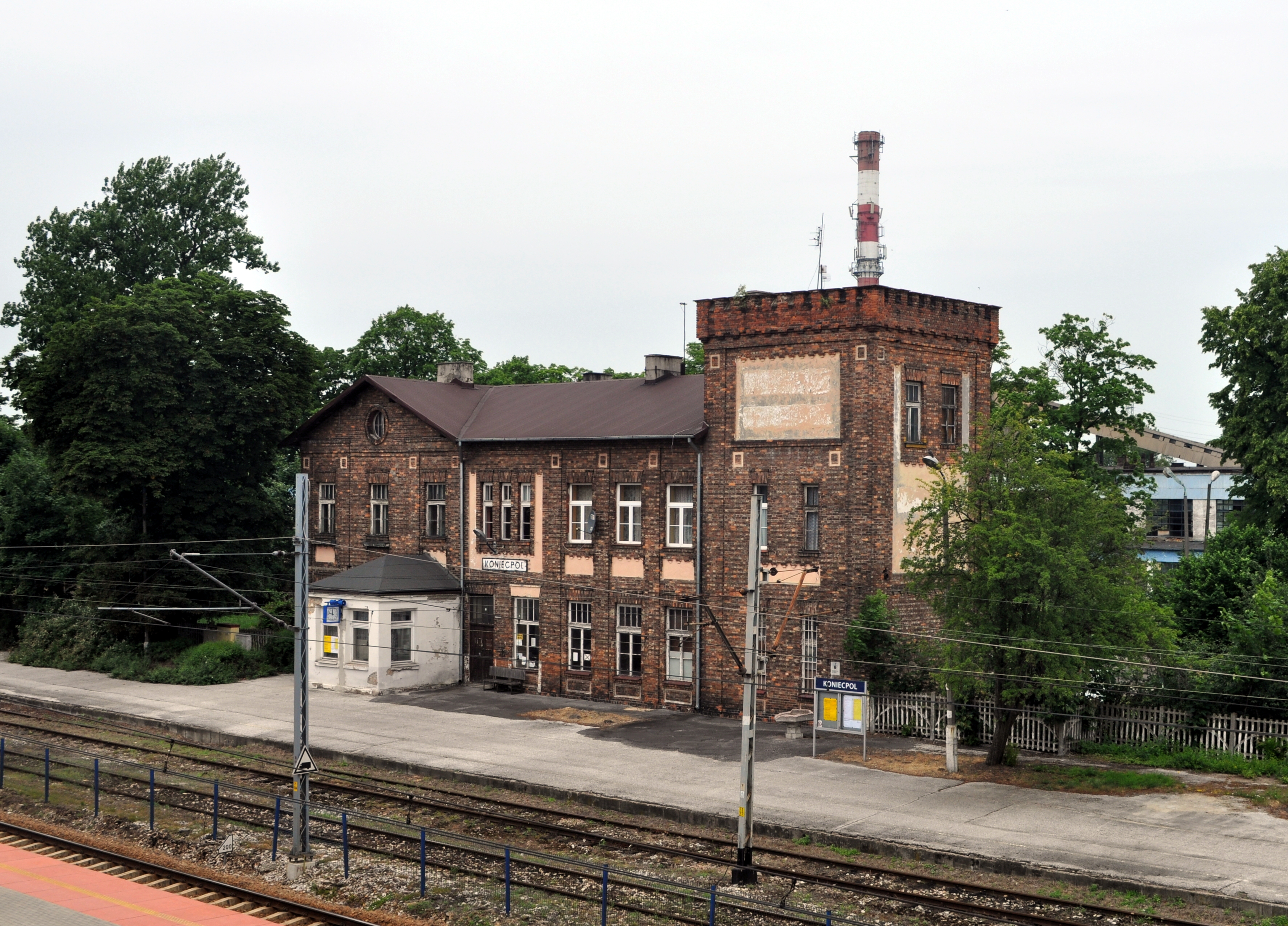
Stacja kolejowa w Koniecpolu

Władze carskie, chcąc ukarać Polaków za udział w powstaniu, postanowiły zlikwidować resztki autonomii w Królestwie Polskim. W ramach represji popowstaniowych rosyjski zaborca utworzył więcej guberni, w których gubernatorami byli Rosjanie, co miało zwiększyć liczbę rosyjskich urzędników na tym terenie i wzmocnić rusyfikację, sam Koniecpol już w 1867 r. wszedł w skład nowo utworzonej guberni piotrkowskiej. 338 miast Królestwa Polskiego zamieniono na osady. Represje te nie pominęły Koniecpola i w 1870 roku Koniecpol utracił prawa miejskie. Przywrócono je dopiero w 1927. Szczególnie korzystne warunki dla rozwoju miasta zaistniały w 1903, gdy uruchomiono linię kolejową łączącą Kielce z Częstochową.

### Lata 1918–1945
Przed 1939 r. Koniecpol wchodził w skład województwa łódzkiego (wyjątkiem był Chrząstów, dzisiejsza dzielnica Koniecpola, a ówcześnie osobna miejscowość, znajdujący się w województwie kieleckim). 
Po odzyskaniu przez Polskę niepodległości w 1918 r. Koniecpol wszedł w skład powiat radomszczańskiego w województwie łódzkim, a Chrząstów (ówcześnie osobna miejscowość, a obecnie dzielnica Koniecpola) w skład powiatu włoszczowskiego w województwie kieleckim. W okresie międzywojennym nie zaszły w mieście poważne zmiany. W czasie II wojny światowej Koniecpol znalazł się w obszarze działań operacyjnych Armii „Kraków” gen. bryg. Antoniego Szyllinga, a z drugiej strony Grupy Armii Południe gen. płk. Gerarda von Rundstedta. Wojna dotarła do Koniecpola 3 września w niedzielę. Po rozbiciu oddziałów 7 dywizji piechoty gen. bryg. Janusza Gąsiorowskiego, dowództwo niemieckie planowało uchwycić mosty na Białce w rejonie Lelowa i rozwinąć natarcie w kierunku Koniecpola. Po zajęciu 3 września Lelowa czołówka 3 dywizji lekkiej gen. mjr. Adolfa Kuntzena skierowała się na północ do Koniecpola i zajęła go bez walki.
4 i 5 września w czasie pobytu w Koniecpolu żołnierze niemieccy zamordowali 13 osób, a 5 września za ostrzelanie taborów niemieckich przez samolot polski w Chrząstowie i Koniecpolu Niemcy przeprowadzili pacyfikację. Spalono kilkadziesiąt gospodarstw w północnej części wsi i zabito 22 osoby.
Podczas okupacji niemieckiej Koniecpol był częścią Generalnego Gubernatorstwa.
11 grudnia 1939 do Koniecpola przybyło ponad 1000 osób wysiedlonych z Poznania i Wrześni, czyli z ziem polskich poza Generalnym Gubernatorstwem wcielonych bezpośrednio do III Rzeszy. Rozmieszczono je w mieście i okolicznych wsiach. Operacja ta trwała do lutego 1940. 
W 1941 w Koniecpolu Niemcy utworzyli otwarte getto, do którego przetransportowali Żydów z Przyrowa, Olsztyna, Złotego Potoku, Cielętnik, Lelowa, Dąbrowy Zielonej oraz Janowa. Znalazło się w nim około 1600 ludzi. 7 października 1942  zostali oni zgromadzeni na rynku w Koniecpolu i odprowadzeni na stację kolejową; w tym czasie dokonano kilku egzekucji. Następnego dnia wsiedli do wagonów towarowych, którymi przewieziono ich do obozu zagłady w obozu zagłady w Treblince. W ten sposób liczba mieszkańców miasta zmniejszyła się o około 30%. Łącznie wywieziono 1486 osób.
Mieszkańcy Koniecpola i Chrząstowa od początków okupacji włączyli się do organizowania ruchu oporu. Byli członkami Służby Zwycięstwa Polski, Związku Walki Zbrojnej, a następnie Armii Krajowej oraz Batalionów Chłopskich. Przez całą okupację w Koniecpolu i Chrząstowie działała placówka największego oddziału partyzanckiego Armii Krajowej w powiecie włoszczowskim „Marcina” – Mieczysława Tarchalskiego.
10 września 1943 roku w lasach pod Koniecpolem oddział AK zamordował grupę Żydów zbiegłych z częstochowskiego getta i związanych z Żydowską Organizacją Bojową. Dowódca oddziału AK ppor. Leon Szymbierski (będący sprawcą również innych czynów bandyckich) został skazany na karę śmierci przez Sąd Specjalny AK.
W wyniku rozpoczętej na początku 1945 ofensywy, wojska Armii Czerwonej wkroczyły do Koniecpola 15 stycznia 1945, kończąc tym samym okres okupacji niemieckiej. W tym samym miesiącu nieznani sprawcy podpalili pałac Potockich; ocalały jedynie nadpalone mury.

### Od 1945
Koniecpol został zdobyty w czasie wielkiej ofensywy wojsk radzieckich 15 stycznia 1945 roku i tego dnia zakończyła się okupacja niemiecka. Po zakończeniu wojny nastąpił w mieście rozwój przemysłu i drobnej wytwórczości. W 1953 uruchomiono Koniecpolskie Zakłady Płyt Pilśniowych. Zakład zbudowano w oparciu o projekt i urządzenia produkcji szwedzkiej. Od 1955 Zakłady rozpoczęły eksport płyt za granice kraju. W latach 1957–1960 nastąpiła rozbudowa zakładów, uruchomiono dwa nowe ciągi płyt twardych. W wyniku przekształceń własnościowych firma obecnie ma status spółki akcyjnej.
W latach 1945-1950 ponownie w skład województwa łódzkiego (oprócz Chrząstowa, który wchodził w skład w województwa kieleckiego), w latach 1950-1975 Koniecpol wszedł w skład województwa kieleckiego (razem z Chrząstowem włączonym w granice Koniecpola w 1960 r.), a w latach 1975-1998 w skład województwa częstochowskiego.
W latach 1956–1965 dzięki Koniecpolskim Zakładom Płyt Pilśniowych i pomocy gminy Koniecpol odbudowano pałac Potockich, a na miejscu wcześniej istniejącej sadzawki znajdującej się za nim wybudowano odkryty basen kąpielowy. Z zewnątrz zachowano wygląd budowli sprzed II wojny światowej, jednak wewnątrz wystrój i układ pomieszczeń znacząco się różni.
1 lipca 1968 dla zabezpieczenia technicznego produkcji Koniecpolskich Zakładów Płyt Pilśniowych powstały Zakłady Remontowo–Montażowe przemysłu płyt, sklejek i zapałek. Z czasem usamodzielniły się, tworząc drugi co do wielkości zakład w Koniecpolu.
Na przełomie lat 1954/55 na terenie Koniecpola zostało otwarte przedsiębiorstwo zajmujące się początkowo produkcją wosku, terpentyny i kalafonii. Po 1967 rozpoczęto produkcję tworzywa sztucznego o nazwie neolit, używanego między innymi do produkcji długopisów. W latach następnych zakład w Koniecpolu pod nazwą Zakłady Chemiczne INCO „Veritas” zaczął się rozbudowywać i ulepszać technologię produkcji. Zakłady Chemiczne produkują opakowania z tworzyw sztucznych do konfekcjonowania wyrobów chemii gospodarczej i kosmetyków, regranulaty tworzyw sztucznych oraz nadruki na opakowania.

## Transport

### Drogowy
Przez centrum Koniecpola biegnie  droga wojewódzka nr 786, łącząca DK91 w Częstochowie z drogą ekspresową S7 oraz DK73 w Kielcach. Droga przebiega przez takie miasta jak: Częstochowa - Koniecpol - Włoszczowa - Łopuszno - Piekoszów - Kielce.
Na południu Koniecpola, kończy się  droga wojewódzka nr 794, łącząca DK79 w Krakowie z DW786 w Koniecpolu. Droga przebiega przez takie miasta jak: Kraków - Skała - Wolbrom - Pilica - Koniecpol.
Przez Koniecpol przejeżdżają następujące drogi powiatowe:
- 1082S Grodzisko - Radoszewnica - Koniecpol (ul.
- 1091S Koniecpol (ul. Żeromskiego, ul. Armii Ludowej) - Załęże - Kuźnica Grodziska
- 1107S Koniecpol (ul. Klonowa, ul. Górna) - Połońskie - Kuczków[19][20]

### Kolejowy
Przez Koniecpol przechodzą, linia kolejowa nr 64 relacji Kozłów - Koniecpol oraz linia kolejowa nr 61 relacji Kielce - Kolonowskie. Koniecpol posiada trzy stacje kolejowe: Koniecpol, Koniecpol Centrum i Koniecpol Magdasz.

## Wspólnoty wyznaniowe

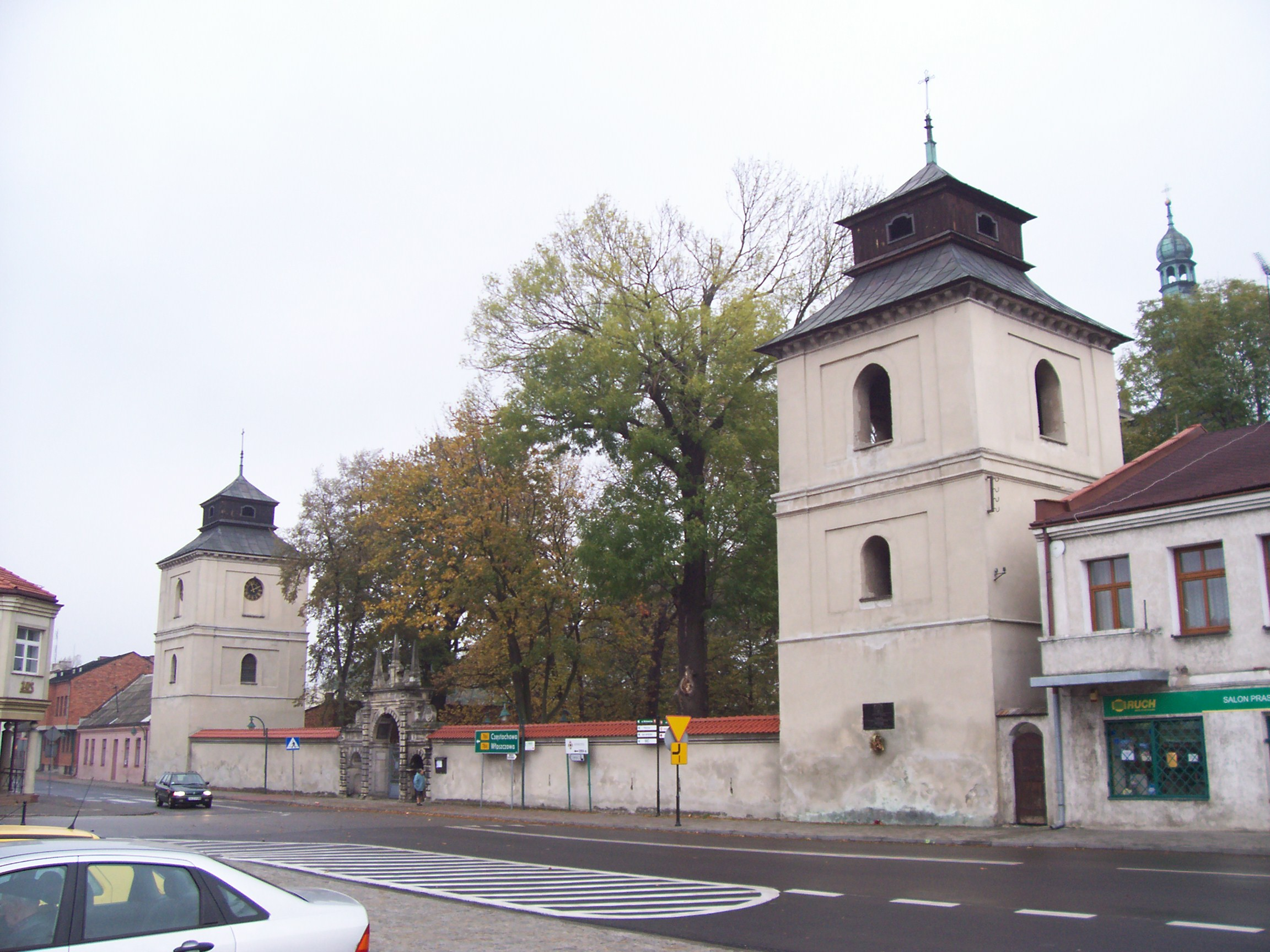
Ogrodzenie kościoła św. Trójcy

### Kościół katolicki
Dwie parafie:
- parafia św. Trójcy
- parafia św. Michała Archanioła

## Atrakcje turystyczne
- Późnorenesansowa kamienica z początku XVII w. pod adresem Rynek 14 (nr rej. A/759/2021 z 20 stycznia 1990[24]),
- Wczesnobarokowy kościół parafialny Świętej Trójcy z lat 1633–1640.

## Podział administracyjny
Obszar miasta Koniecpola nie jest podzielony na jednostki pomocnicze gminy (np. osiedla lub dzielnice). W rejestrze TERYT wyróżnionych jest 5 integralnych części miasta. Są to:
- Dąbrówka
- Koniawy-Podstoczek
- Magdasz
- Niwa
- Podstocze
- Przysieka

Prawobrzeżna część Koniecpola nazywana jest Chrząstowem.